# Nikos Polychronopoulos
Nikos Polychronopoulos (* 24. März 1978 in Athen) ist ein professioneller griechischer Karambolagespieler.

## Persönliches
Das Einzelkind Polychronopoulos wurde in Colonos, einem Vorort von Athen, ca. 2 km vom Zentrum entfernt, geboren. In einem Café in Antwerpen, während eines Ferienaufenthaltes, kam der Sohn eines Hafenkapitäns erstmals mit Billard in Kontakt. In seiner Jugend spielte Nikos Fußball (Torwart), aber auch Schwimmen, Basketball und Laufen gehören zu seinen Hobbys. Das schafft ihm einen Ausgleich zum Billardspielen. Er selbst sieht sich als Allround-Sportler.
Anders als z. B. Holland, Belgien, Frankreich, Deutschland oder Spanien ist Griechenland keine „Billardnation“. Es gibt keine Ligen oder Wettbewerbe, weshalb sich Polychronopoulos seinen Lebensunterhalt als Manager im eigenen Billardsalon mit zwei Angestellten verdient. Heute lebt er mit seiner Frau Vasso Tatsi, die er am 17. Oktober 2009 heiratete, in Ilioupoulis, nahe den Bergen, 10 km südöstlich vom Zentrum Athens. Während seiner Turnierreisen vertritt sie ihn als Clubmanagerin. Ihm wird ein fotografisches Gedächtnis nachgesagt.
Polychronopoulos ist weitgehend Autodidakt, der Vater war sein erster und einziger Trainer. Seine Anfänge liegen in der Freien Partie und im Cadre 47/2. Seit den 1990er Jahren spielt er aber ausschließlich Dreiband und bildet mit seinem Landsmann Filipos Kasidokostas die Speerspitze des griechischen Billardsports. Mit ihm belegte er 2003 bei der Dreiband-Weltmeisterschaft für Nationalmannschaften in Viersen den zweiten Platz hinter der Türkei (Semih Saygıner / Tayfun Taşdemir).
Am 17. März 2013 wurde er Zweiter der Barrage Open in Athen. Im Finale unterlag er Kasidokostas mit 27:40.

## Erfolge
- Dreiband-Weltmeisterschaft der Junioren:  1999 •  1998 •  1995, 1997
- Dreiband-Weltmeisterschaft für Nationalmannschaften:  2003
- Dreiband-Weltmeisterschaft:  2006 •  2004
- Dreiband-Weltcup (Einzelsieg):  2008/1, 2009/3, 2016/4  2014/2, 2016/2, 2018/3
- Dreiband-Europameisterschaft der Junioren:  1999 •  1998 •  1995, 1997
- Coupe d’Europe:  2002
- Einladungsturniere:  2011 (Barcelona, Spanien) •  2004 (Zundert, Niederlande)
- Barrage Open:  2013